# Gustave d'Uhart
 (mars 2013).
Si vous disposez d'ouvrages ou d'articles de référence ou si vous connaissez des sites web de qualité traitant du thème abordé ici, merci de compléter l'article en donnant les références utiles à sa vérifiabilité et en les liant à la section « Notes et références ».
Pour les articles homonymes, voir Uhart.
Gustave Clément Louis Henri d’Uhart, né le 17 juillet 1791 à Uhart-Mixe et décédé le 5 mai 1860 à Limoux, est un administrateur français.

## Biographie
Gustave d’Uhart descendait d’une ancienne famille de Soule. Il était l’un des deux fils de Jean-Bernard marquis d’Uhart (1765-1834) et de Louise-Pétronille-Étiennette d’Angosse (1772-1793).
Il entra très jeune dans l’administration, comme secrétaire particulier du marquis Charles d'Angosse, son oncle, préfet des Landes, puis, pendant les Cent-Jours, préfet du Haut-Rhin. La Restauration le laissa quelque temps sans emploi. Il reprit du service comme sous-préfet à Prades (Pyrénées-Orientales) de 1821 à 1828 et à Bayonne de 1828 à 1832. Après une nouvelle interruption, il fut secrétaire de préfecture à Pau de 1842 à 1846 et sous-préfet à Bazas (Gironde) de 1846 à 1848. Après la perte de cette sous-préfecture — conséquence de la Révolution de 1848 —, il rechercha un mandat de conseiller général au Pays basque. Candidat conservateur, il fut battu aux élections cantonales d’août 1848. Il occupa un poste de sous-préfet à Limoux (Aude) entre 1850 et 1852, où il finit ses jours.
Gustave d’Uhart usa du titre de baron d’Uhart, puis, après la mort de son père en 1834, de celui de marquis d’Uhart. Il avait épousé en 1820 Alexandrine Ségalas, de Saint-Palais, dont il eut quatre enfants. Le dernier, Victor, porta le titre de marquis et mourut  à Buenos Aires en 1878 , où il a eu deux enfants: Pedro Uhartgéologue militaire argentin, et Isabel Uhart (par ordre du gouvernement, au XVIIIe siècle, en Argentine, les prépositions « de » ont été supprimées de tous les noms de famille. Gustave d’Uhart était chevalier de la Légion d'honneur.[réf. nécessaire]

## Écrits de Gustave d'Uhart
Gustave d’Uhart a laissé quelques écrits :
- Dans Le Mémorial des Pyrénées :

« Les Eaux-Bonnes » (4 octobre 1833) ;
« Les Basques, leurs illustrations modernes » (11 novembre 1837).
- Dans L’Album pyrénéen :

« Jacques de Béla et ses œuvres inédites » (1840) ;
« La vallée d’Ossau » (1841).
- Plusieurs chansons françaises sur des airs basques, traductions de romances populaires souletines (Jean Dominique Julien Sallaberry, Chants populaires du Pays basque, Bayonne, 1870 [2]).

### Sources
- Jean de Jaurgain, « À propos de « Los Refranos de Sauguis » », in Revue internationale des études basques, 1909.
- Diane de Maynard, La descendance de Jean-Paul marquis d’Angosse (1732-1798), Paris, éditions Christian, 1998.